# Втрати 72-ї окремої механізованої бригади
У статті описано деталі загибелі бійців 72-ї окремої механізованої бригади.

## Поіменний перелік

### 2014
- 24 червня молодший сержант Клименко Василь Олексійович, східний кордон.
- 24 червня Молодший сержант Приходько Олексій Олегович, східний кордон.[1]
- 24 червня Рядовий Цибора Віталій Вікторович, східний кордон.[2]
- 2 липня, солдат Білик Ігор Зіновійович
- 9 липня, сержант Висоцький Павло Миколайович
- 11 липня, старший сержант Костюченко Олександр Андрійович
- 11 липня, солдат Михайлов Віталій Анатолійович
- 11 липня, солдат Савченко Анатолій Валентинович
- 12 липня, старший солдат Калашник Микола Олександрович
- 12 липня, солдат Бєлорус Владислав Вікторович
- 12 липня, солдат Волков Дмитро Володимирович
- 13 липня, лейтенант Моругий Андрій Миколайович
- 14 липня; старший сержант Нехай Олександр Володимирович
- 15 липня; старшина Братко Олег Анатолійович
- 15 липня; старший сержант Гладченко Юрій Володимирович
- 15 липня; солдат Павлуша Сергій Валерійович
- 17 липня; молодший сержант Григоренко Дмитро Андрійович
- 18 липня; молодший сержант Чубатенко Руслан Валерійович
- 19 липня; старший солдат Дудченко Олександр Олександрович
- 27 липня в лікарні міста Сніжне капітан Романчук Анатолій Михайлович — тяжкопоранений при намаганні вирватися з оточення терористично-російськими формуваннями на кордоні із Росією, був полонений
- 27 липня, прапорщик Лазенко Сергій Васильович
- 28 липня, молодший сержант Василець Олександр Кузьмович
- 28 липня, старший солдат Слободяник Вадим Павлович
- 30 липня, солдат Підлубний Віталій Миколайович
- 6 серпня, старший солдат Пушняк Павло Анатолійович, Дякове
- 12 серпня, солдат Михайленко Віталій Ігорович (1985—2014), вважається зниклим безвісти, станом на лютий 2017-го тіло не знайдено.
- 28 серпня, старший солдат Сова Анатолій Андрійович, Новогнатівка
- 29 серпня, лейтенант Олександр Устименко, на блокпосту під Волновахою.
- 12 вересня майор Багнюк Олександр Олександрович, заступник командира 3-го механізованого батальйону з озброєння, загинув в бою від осколкового поранення, під час танкової атаки терористично-російських сил на командно-спостережний пункт.
- 24 вересня, старший солдат Михайло Козлов. Близько 18:35 зазнав смертельних поранень внаслідок спрацювання вибухового пристрою, встановленого невідомими особами на стежці, розташованій приблизно за 2 км північніше села Старогнатівка, коли слідував для виконання бойового завдання в секреті,
- 4 жовтня, солдат Рава Андрій Іванович
- 6 жовтня, солдат Четвертаков Віктор Григорович[3]
- 6 жовтня, солдат Василенко Ігор Миколайович
- 29 жовтня капітан Григор Руслан Петрович та старший солдат Калиновський Олександр Геннадійович загинули в бою з терористично-диверсійною групою, під час виставлення спостережного поста в районі села Петрівське Волноваського району.
- 3 листопада, старший сержант Марченко Віктор Петрович
- 22 листопада, солдат Костаков Сергій Юрійович

### 2015
- 17 січня 2015, прапорщик Сігаєв Віктор Геннадійович
- 20 лютого 2015 — солдат Назаренко Ян Франтасійович, загинув від кулі снайпера
- 3 березня — солдат Кізім Петро Анатолійович, Гранітне.
- 29 березня, капітан Черніченко Олександр Анатолійович, Гранітне
- 12 квітня, солдат Слободянюк Руслан Миколайович, Старогнатівка
- 26 квітня, молодший сержант Азімов Хушбахт, Гранітне Волноваського району[4]
- 27 квітня, старший солдат Поросюк Олександр Васильович, Волноваха
- 6 травня, старший солдат Музика Ігор Ігорович[5]
- 10 червня, солдат Таран Олег Миколайович[6]

- 14 червня 2015, солдат Зінченко Богдан Олександрович, помер від хвороби
- 20 червня 2015, старший сержант Басюк Олександр Анатолійович, Гранітне (Волноваський район)[7]
- 22 червня 2015, солдат Борейко Олег Петрович[8]
- 18 липня 2015, солдат Кулак Артем Ярославович
- 10 серпня 2015, Старогнатівка, сержант Ровний Євген Васильович
- 28 серпня 2015, Гранітне, прапорщик Олійник Віталій Петрович та старший лейтенант Віхтюк Іван Васильович
- 6 вересня 2015, Волноваха, солдат Лученцов Максим Олександрович[9]
- 6 вересня 2015, Волноваха, молодший сержант Хурдепа Сергій Анатолійович[10]
- 17 вересня 2015, солдат Зінченко Олександр Васильович
- 1 листопада 2015, солдат Мігурін Віталій Дмитрович
- 10 листопада 2015, солдат Ліхтарчук Анатолій Михайлович, Гранітне
- 7 грудня 2015, молодший сержант Столяров Василь Миколайович, Андріївка Волноваського району[11]
- 16 грудня 2015, солдат Гбур Ігор Миколайович, Рибинське Волноваського району[12]
- 23 грудня 2015, солдат Рубан Сергій Олександрович

### 2016
- 2 січня 2016, солдат Сисоєв Валерій Олександрович[13]
- 3 квітня 2016, молодший сержант Стасюк Олександр Юрійович, помер від серцевого нападу[14]
- 20 квітня 2016, молодший сержант Парфентьєв Ігор Володимирович[15]
- 27 травня 2016, майор Жук Андрій Сергійович, комбат 3-го батальйону, позивний «Мауглі», Новогнатівка.
- 7 червня 2016, солдат Тимчишин Володимир Григорович[16]
- 7 липня 2016, солдат Рошташ Анатолій Іванович[17]
- 30 жовтня 2016, молодший сержант Безуглий Дмитро Петрович, бої під Горлівкою.
- 3 листопада 2016, молодший сержант Здоровець Денис Богданович, бої за Авдіївку.
- 17 листопада 2016, сержант Ходоровський Сергій Леонідович, бої за Авдіївку.
- 19 листопада 2016, солдат Шостак Віталій Вікторович, бої за Авдіївку.
- 29 листопада 2016, молодший сержант Сломчинський Максим Олегович,
- 4 грудня 2016, офіцер Сєльцов Віктор Анатолійович[18]
- 13 грудня 2016, старший лейтенант Мартенко Володимир Миколайович, бої за Авдіївку.
- 17 грудня 2016, старший сержант Павлюк Ярослав Володимирович, бої за Авдіївку[19].
- 22 грудня 2016, прапорщик Мамасуєв Роман Михайлович, бої за Авдіївку.

### 2017
- 20 січня 2017, старший солдат Захаревич Сергій Юрійович, бої за Авдіївку.
- 29 січня 2017 — капітан Кизило Андрій Олександрович, промзона Авдіївки.
- 29 січня 2017 — сержант Крижанський Володимир Олексійович, промзона Авдіївки.
- 29 січня 2017 — молодший сержант Бальченко Володимир Іванович, промзона Авдіївки.
- 29 січня 2017 — солдат Бурець Олег Васильович, промзона Авдіївки.
- 29 січня 2017 — солдат Оверченко Дмитро Олександрович, промзона Авдіївки.
- 29 січня 2017 — солдат Шамрай Віталій Володимирович, промзона Авдіївки.
- 30 січня 2017 — солдат Павлюк Ярослав Ярославович, бої за Авдіївку.
- 1 лютого 2017 — старший лейтенант (посмертно) Дергач Леонід Валентинович, бої за Авдіївку.
- 1 лютого 2017 — солдат Бублієнко Роман Володимирович, бої за Авдіївку.
- 3 лютого 2017 — старший солдат Клімов Роман Робертович, бої за Авдіївку.
- 19 лютого 2017 — лейтенант (посмертно) Гринчишин Максим Ігорович, бої за Авдіївку.
- 4 березня 2017 — молодший сержант Труханський Ростислав Олександрович, бої за Авдіївку[20]
- 20 березня 2017 — солдат Томашук Олег Володимирович, бої за Авдіївку[21]
- 22 березня 2017 — солдат Шматко Дмитро Ігорович; бої за Авдіївку
- 26 березня 2017 — старший сержант Козарук Петро Михайлович; бої за Авдіївку
- 26 березня 2017 — солдат Мосійчук Сергій Олександрович; бої за Авдіївку
- 26 березня 2017 — солдат Тимченко Олексій Степанович; бої за Авдіївку
- 30 березня 2017 — старший солдат Педак Олександр Анатолійович; бої за Авдіївку
- 30 березня 2017 — солдат Новохатько Олег Олександрович; бої за Авдіївку
- 3 квітня 2017 — солдат Макаров Владислав Романович; бої за Авдіївку
- 12 квітня 2017 — солдат Саник Олег Володимирович; бої за Авдіївку
- 20 квітня 2017 — старший сержант Ніженський Василь Петрович; бої за Авдіївку
- 20 квітня 2017 — солдат Кірієнко Олександр Вікторович; бої за Авдіївку
- 23 квітня 2017 — солдат Аміров Руслан Алієвич; бої за Авдіївку
- 25 квітня 2017 — старший сержант Кобченко Сергій Геннадійович; бої за Авдіївку
- 26 квітня 2017 — старший сержант Штейко Олександр Борисович; бої під Горлівкою
- 31 травня 2017 — старший сержант Михайлик Сергій Віталійович; за Авдіївку
- 15 червня 2017, капітан Сарнавський Євгеній Вікторович, помер від поранень при розмінуванні
- 20 липня 2017 — молодший сержант Черноконь Олег Євгенович, с. Спартак
- 11 серпня 2017 — солдат Федан Валерій Олександрович, бої за Авдіївку[22]
- 16 серпня 2017 — солдат Ручка Сергій Іванович, бої за Авдіївку
- 21 серпня 2017 — молодший сержант Глова Денис Ігорович, бої за Авдіївку
- 7 вересня 2017 — солдат Телюк Ігор Володимирович, бої за Авдіївку
- 14 вересня 2017 — старший солдат Альмужний Сергій Валерійович, бої за Авдіївку
- 30 вересня 2017 — молодший сержант Мельник Віктор Михайлович, помер під час несення служби поблизу Авдіївка[23]
- 16 жовтня 2017 — солдат Ларін Микола Миколайович, бої за Авдіївку

### 2018
- 16 січня 2018, молодший сержант Лоскутов Максим Валерійович[24]
- 25 червня 2018 — сержант Остапчук Сергій Васильович, помер від поранень[25]
- 29 червня 2018, Світлодарська дуга, старший сержант Геннадій Нємцов[25].
- 26 липня 2018, солдат Безсмертний Артур Анатолійович
- 27 липня 2018, старший прапорщик Войтенко Іван В'ячеславович
- 27 липня 2018, старший сержант Ремезас Дмитро Олегович[26]
- 3 серпня 2018, молодший сержант Худолєй Олександр Сергійович[27]
- 21 серпня 2018, старшина Бурмич Анатолій Олексійович[28]
- 26 серпня 2018, солдат Федотов Геннадій Отарович[29]
- 12 вересня 2018, молодший сержант Рубанський Федір Сергійович
- 23 вересня 2018, солдат Прімін Олег Олександрович[30]
- 23 вересня 2018, старший сержант Бузовський Володимир Олександрович
- 9 жовтня 2018, старший сержант Фешко Юрій Юрійович
- 12 жовтня 2018, сержант Корна Андрій Миколайович[31]
- 1 листопада 2018, старший солдат Гончаренко Ігор Андрійович
- 10 листопада 2018, старшина Олійник Юрій Михайлович, Луганське[32].
- 17 грудня 2018, сержант Гребенюк Олексій Михайлович, від поранень на Світлодарській дузі.

### 2019
- 10 січня 2019, Крупський Володимир Володимирович[33]
- 14 січня 2019, молодший сержант Семенюк Микола Іванович[34]
- 14 травня 2019, солдат Олексієвець Анатолій Федорович[35]
- 14 серпня 2019, солдат Євстигнєєв Василь Володимирович[36]
- 7 грудня 2019, молодший сержант Темний Дмитро Вікторович[37].

### 2020
- 16 січня 2020, старший солдат Хімічук Ігор Ігорович
- 18 січня 2020, старший солдат Закусило Валерій Васильович
- 19 січня 2020, молодший сержант Слободанюк Олександр Вікторович
- 10 березня 2020, старший солдат Петренко Богдан Олександрович
- 24 листопада 2020, старший солдат Мінкін В'ячеслав Юрійович[38].
- 19 грудня 2020, солдат Поштаренко Юрій Олександрович[39]
- 31 грудня 2020, старший солдат Дьомін Ігор Вадимович[40]

### 2021
- 22 лютого 2021, старший солдат Петраускас Сергій Сігітасович
- 5 квітня 2021 року, солдат Мороз Владислав Анатолійович[41].

### 2022
- 25 лютого 2022, старший солдат Бричок Віталій Вікторович.
- 2 березня; старший солдат Гілявський Валерій Михайлович
- 9 березня; сержант Пасько Ігор Миколайович
- 12 березня 2022, Сівоздрав Миколай Анатолійович, молодший сержант, номер обслуги мінометної батареї 2 мех. батальйону. Загинув у районі с. Здвижівка Бучанської ТО Київської області[42].
- 12 березня; старший солдат Прокопчук Анатолій Павлович
- 12 березня 2022, солдат Шевченко Олександр Петрович
- 13 березня 2022 — Логвиненко Володимир Олексійович. Старший солдат, загинув в селі Лютіж від артобстрілу[43].
- 12-14 березня 2022, бойовий медик Кваша Ніна Петрівна.
- 12-14 березня 2022, солдат Кравченко Максим Вікторович.
- 14 березня; головний сержант Яценко Олександр Васильович
- 19 березня 2022 — Скрипка Валерій Петрович «Лєший» м. Київ. Загинув біля села Мощун Бучанського району на Київщині.
- 22 квітня; старший солдат Кошелев Василь Володимирович
- 5 травня 2022; сержант Ковіта Сергій Валентинович
- 30 червня; старший сержант Перч Олег Вікторович
- 1 червня; солдат Панасюк Максим Ігорович
- 6 липня 2022 року в районі смт Луганське Бахмутського району Донецької області внаслідок мінометного обстрілу загинув Бариш Сергій Іванович — старший солдат, стрілець-санітар[44]
- 24 липня 2022, солдат Янковський Олексій Сергійович, під час танкового обстрілу, біля н.п. Семігір'я Бахмутського р-ну.
- 28 липня 2022; старший солдат Герус Юрій Миколайович
- 29 липня 2022, молодший сержант Дмитро Білоконь, позивний Білий. Загинув, рятуючи побратимів під час артилерійського обстрілу під селом Кодема, що на Донеччині[45].
- 29 липня 2022, старший солдат Сергій Мороз, позивний Мєх. Загинув, зазнавши смертельних поранень під час артилерійського обстрілу поблизу села Кодема під Бахмутом на Донеччині.
- 12 серпня 2022 старший лейтенант Нікандров Віктор Миколайович, загинув у бою неподалік Бахмута 12 серпня 2022 року[46].
- 22 серпня 2022, старший солдат Андрусенко Денис Володимирович
- 3 вересня; старший солдат Новосад Юрій Анатолійович
- 4 вересня 2022, солдат Повар Семен Володимирович, головний стрілець зенітник. Загинув під час артилерійського обстрілу при обороні н.п. Павлівка Волноваського району. Посмертно нагороджений орденом Мужності.
- 29 жовтня 2022, Дулік Роман Всеволодович (позивний Монгол) Загинув під час штурмових дій, поблизу н.п. Павлівка Волноваського району[47].

### 2023
- 24 січня 2023 загинув Мельничук Василь Васильович. Старший сержант 2-ї стрілецької роти 1-го стрілецького батальйону. Напрямок: м. Вугледар, Волноваського р-ну, Донецької обл.
- 25 січня 2023 під час оборони міста Вугледар Волноваського району Донецької області загинув Скирда Артем Олександрович, бойовий медик[48].
- 17 січня 2023, старший солдат (бойовий медик) Тутко Олександр Сергійович[49]
- 25 січня; сержант Панченко Віктор Володимирович
- 28 січня 2023 року поблизу міста Вугледар Волноваського району Донецької області загинув Фалько Валерій Олександрович — старший солдат, гранатометник[50]
- 28 січня; старший сержант Калінський Едуард Миколайович
- 4 лютого  2023 року внаслідок вчиненого противником мінометного обстрілу позицій поблизу населеного пункту Вугледар Волноваського району Донецької області загинув солдат Роман Сергійович Шилкін[51]
- 10 лютого 2023 року в районі міста Вугледар Волноваського району Донецької області загинув Миргородський Валерій Олександрович — старший солдат[52].
- 22 лютого 2023 — Сидорук Вячеслав Миколайович, навідник танку. Загинув в селі Водяне, що під Волновахою на Донеччині [53].
- 23 лютого 2023 — Чегринець Віталій Геннадійович. Загинув в районі міста Вугледар Волноваського району Донецької області [54].
- 26 лютого 2023 — Шваб Іван Миколайович. Молодший сержант.
- 5 березня 2023 — Кухаренко Сергій Володимирович. Солдат, водій 6 механізованої роти 2 механізованого батальйону. Загинув під час роботи з технікою в м. Мирноград  Донецької області [55].
- 6 травня; молодший сержант Гречкосій Владислав Павлович
- 17 квітня 2023 — Койляк Олег Володимирович. старший сержант
- 11 жовтня 2023 — Конопльов Олександр Олександрович. Солдат, кулеметник стрілецької роти. Загинув в районі міста Вугледар Волноваського району Донецької області внаслідок обстрілу з БпЛА [56].
- 11 жовтня 2023 — Квеселевич Георгій Юрійович. 1 червня 1988, м. Житомир. Загинув 11 жовтня 2023 біля Вугледара на Донеччині [57].
- 12 жовтня 2023 — Бондарь Олександр Петрович, солдат, водій-радіотелефоніст. Загинув внаслідок поранень, яких зазнав у районі села Солодке Волноваського району Донецької області [54].
- 13 жовтня 2023 — Тищенко Роман Васильович. Загинув в районі міста Вугледар Волноваського району Донецької області внаслідок атаки FPV-дрона [58].
- 20 жовтня 2023 — Зозуля Андрій В'ячеславович — солдат, стрілець-помічник гранатометника. Загинув у місті Вугледар Волноваського району Донецької області внаслідок мінометного обстрілу позицій [59].

### 2024
- 3 лютого 2024 — Ремньов Богдан Вікторович, старший солдат [60]
- 19 лютого 2024 - Володимир Анатолійович Голубничий, старший лейтенант, командир взводу інженерного забезпечення. Загинув під Авдіївкою під час виконання бойового завдання.
- 21 лютого 2024 — Пономарчук Сергій Миколайович, навідник 3-ї механізованої роти, 1-го механізованого батальйону, солдат. Загинув внаслідок ворожого артилерійського обстрілу поблизу н.п. Солодке Волноваського району Донецької області[61].
- 14 березня 2024 — Ковтяга Анатолій Павлович сержант. Загинув поблизу населеного пункту Солодке Волноваського району Донецької області[62].
- 21 березня 2024 — Пінчук Юрій Сергійович,  молодший сержант.
- 24 березня 2024 — Бойко Олександр Вікторович. Старший лейтенант, командир гранатометного взводу. Загинув у районі села Успенівка Волноваського району Донецької області внаслідок вогнепального поранення [59]
- 10 травня 2024 — Борисовський Богдан Вадимович, старший солдат
- 15 травня 2024 — Буєвич-Сисоєв Микола Миколайович. Сержант, командир відділення взводу технічного забезпечення. Помер у госпіталі [63].
- 15 травня 2024 — Румянцев Олександр, солдат [64].
- 15 травня 2024 — Матвіїв Степан. 27.12.1980, с. Любині [65]
- 16 травня 2024 — Писаренко Станіслав Васильович, старший солдат. Загинув в районі села Солодке Волноваського району Донецької області[63].
- 15 червня 2024 — Мельник Андрій. Загинув під час артилерійського обстрілу поблизу села Водяне на Донеччині[66]
- 5 липня 2024 — Сергієвський Володимир «Ірландець». Загинув в бою[67][68][69] (член Київської міської молодіжної ради, Начальник сектору у Київ Мілітарі Хаб, де опікувався спортивним напрямом, Керівник Подільського підрозділу Муніципальної Варти міста Києва, був активним членом Всеукраїнської профспілки захисників України, спортсменів та працівників сфер, голова у ГО «Рада ветеранів АТО Дніпровського району міста Києва», Вивчав Факультет 081 Право у УДФСУ, Навчався в КПБЛ № 27, із Лисичанська)
- 12 липня 2024 — Журавський Віктор, сержант. Загинув внаслідок скидання противником невідомого вибухового пристрою з безпілотника по позиціях підрозділу поблизу населеного пункту Водяне Покровського району Донецької області[70].
- 3 серпня 2024 — Прокопчук Костянтин, старший сержант. Загинув у районі населеного пункту Водяне Волноваського району Донецької області [71].
- 3 серпня 2024 — Осадчий Володимир, старший сержант. Загинув внаслідок ворожого артилерійського обстрілу позицій підрозділу поблизу населеного пункту Водяне Волноваського району Донецької області[72].
- 7 серпня 2024 — Колісник Микола Вікторович, молодший сержант, командир відділення. Загинув в районі міста Вугледар Волноваського району Донецької області[48].
- 20 вересня 2024 — Гордей Дмитро. 54 роки, селище Берегомет, Буковина. Загинув під Вугледаром [73].

### 2025
- 24 лютого 2025 — Кокошко Віталій. 58 років, м. Одеса, відомий режисер реклам [74]
- 27 лютого 2025 — Синепол Ігор Васильович — молодший сержант. 50 років, м. Гадяч. Загинув в бою під Преображенкою, Донецької області.
- 2 липня 2025 — Орищенко Роман Михайлович — капітан. 47 років, м. Тальне. Загинув від авіаудару.